# Diocesi di Mondovì

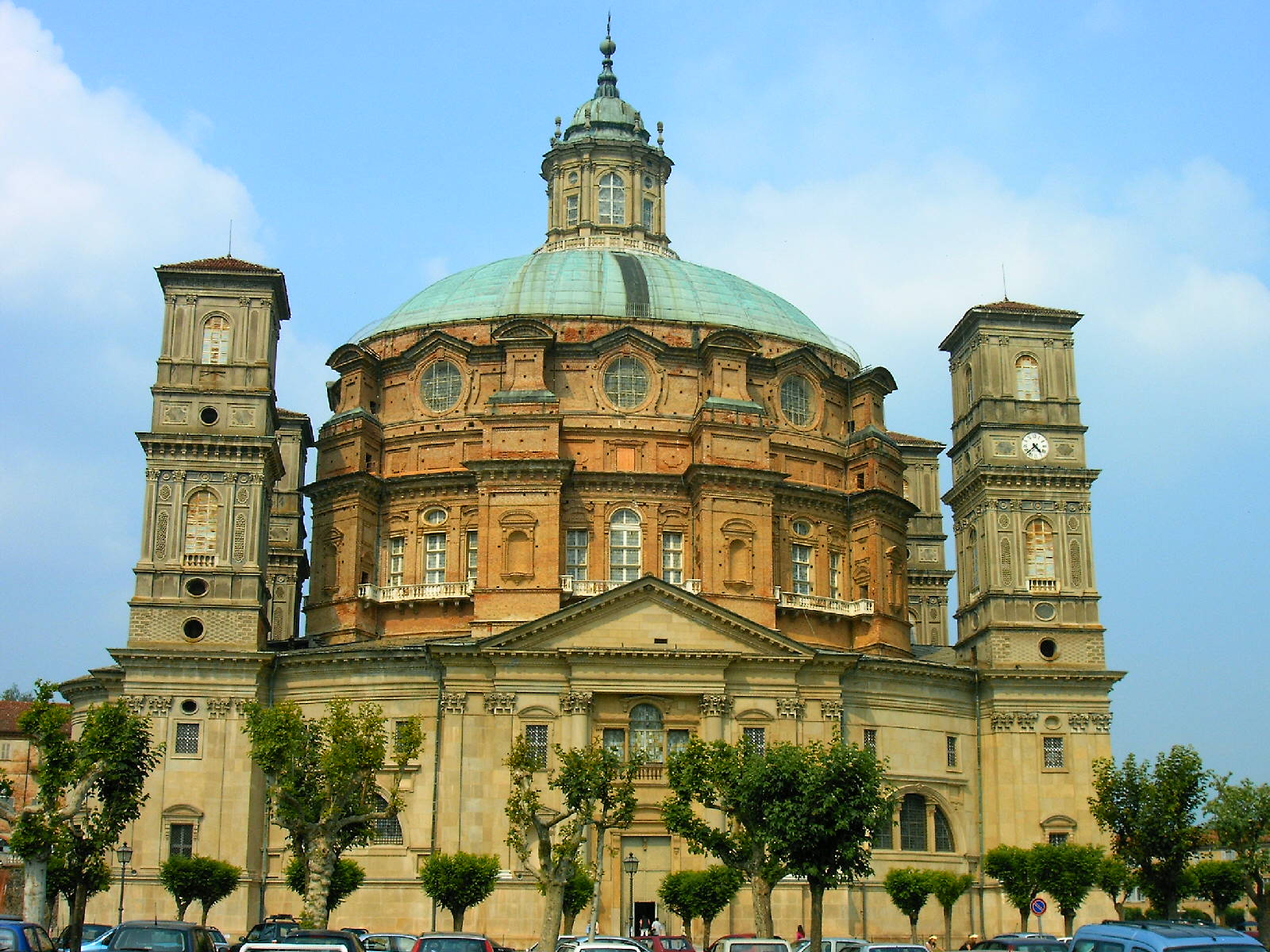
Il santuario di Vicoforte.

La diocesi di Mondovì (in latino Dioecesis Montis Regalis in Pedemonte o Montis Vici) è una sede della Chiesa cattolica in Italia suffraganea dell'arcidiocesi di Torino appartenente alla regione ecclesiastica Piemonte. Nel 2023 contava 113.500 battezzati su 124.500 abitanti. È retta dal vescovo Egidio Miragoli.

## Territorio
La diocesi comprende la città di Mondovì e il territorio circostante, e si estende su due province, quella di Cuneo in Piemonte e quella di Savona in Liguria. A nord confina con la diocesi di Alba e a nord ovest con quella di Cuneo-Fossano, entrambe appartenenti alla regione ecclesiastica piemontese. A sud confina con la diocesi di Nizza, in Francia, mentre ad est si trovano le diocesi di Ventimiglia-San Remo, Albenga-Imperia e Savona-Noli, tutte appartenenti alla regione ecclesiastica ligure, e con la diocesi di Acqui.
Sede vescovile è la stessa città di Mondovì, dove si trova la cattedrale di San Donato. A Vicoforte sorge la basilica minore del santuario della Natività di Maria Santissima (o santuario della Regina Montis Regalis).

### Parrocchie e unità pastorali
Il territorio si estende su 2.190 km² ed è suddiviso in 168 parrocchie organizzate in 9 unità pastorali:
- l'unità pastorale urbana comprende 16 parrocchie distribuite nella città di Mondovì e nelle sue frazioni;
- l'unità pastorale di Ceva comprende 26 parrocchie distribuite nei comuni di Battifollo, Castellino Tanaro, Ceva, Castelnuovo di Ceva, Lesegno, Lisio, Mombarcaro, Mombasiglio, Montezemolo, Paroldo, Priero, Roascio, Sale delle Langhe, Sale San Giovanni, Scagnello, Torresina e Viola;
- l'unità pastorale di Carrù comprende 16 parrocchie distribuite nei comuni di Bastia Mondovì, Carrù, Cigliè, Clavesana, Igliano, Magliano Alpi, Marsaglia, Piozzo, Rocca Cigliè e Rocca de' Baldi;
- l'unità pastorale di Dogliani-Benevagienna comprende 19 parrocchie nei comuni di Belvedere Langhe, Bene Vagienna, Bonvicino, Dogliani, Farigliano, Lequio Tanaro, Murazzano, Sant'Albano Stura e Trinità;
- l'unità pastorale di Valle Pesio comprende 17 parrocchie nei comuni di Beinette, Chiusa di Pesio, Margarita, Morozzo, Peveragno, Pianfei e la parrocchia San Biagio nella frazione omonima del comune di Mondovì;
- l'unità pastorale di Val Corsaglia comprende 20 parrocchie nei comuni di Briaglia, Montaldo di Mondovì, Monasterolo Casotto, Niella Tanaro, Pamparato, Roburent, San Michele Mondovì, Torre Mondovì e Vicoforte;
- l'unità pastorale di Valle Ellero comprende 23 parrocchie nei comuni di Frabosa Soprana, Frabosa Sottana, Monastero di Vasco, Montaldo di Mondovì (Oberti), Roburent (Prà), Roccaforte Mondovì e Villanova Mondovì;
- l'unità pastorale di Val Tanaro comprende 27 parrocchie nei comuni di Alto, Bagnasco, Caprauna, Garessio, Nucetto, Ormea, Perlo e Priola in provincia di Cuneo, e Massimino in provincia di Savona;
- l'unità pastorale di Val Bormida comprende 28 parrocchie nei comuni di Bardineto, Bormida, Calizzano, Cengio, Cosseria, Mallare, Millesimo, Murialdo, Osiglia, Pallare, Plodio e Roccavignale in provincia di Savona; e Camerana, Monesiglio, Prunetto e Saliceto in provincia di Cuneo.

## Storia
La diocesi di Mondovì fu eretta da papa Urbano VI con la bolla Salvator Noster data a Perugia l'8 giugno 1388, a seguito di una petizione presentata al Papa dalla Città e dal marchese Teodoro II del Monferrato. Ciò avvenne durante lo Scisma d'occidente, e la promozione di Mondovì a sede vescovile potrebbe essere stata concessa, tra le varie cause, anche per la fedeltà di Mondovì al legittimo papa di Roma, mentre la diocesi madre di Asti era passata all'obbedienza dell'antipapa francese.
Il territorio della nuova diocesi venne ricavato da quella di Asti e fu resa suffraganea dell'arcidiocesi di Milano. Il nuovo vescovo ottenne il titolo feudale, puramente onorifico, di conte. I confini della diocesi furono stabiliti dall'abate di Santo Stefano di Vercelli per ordine di papa Eugenio IV il 18 maggio 1436: la diocesi di Mondovì, oltre alla sede vescovile, si estendeva su Rocca de' Baldi, Morozzo, Margarita,  Villanova Mondovì, Roccaforte Mondovì, Frabosa Sottana, Frabosa Sottana, Montaldo di Mondovì, Roburent, Chiusa di Pesio, Peveragno, Bene Vagienna, Bastia Mondovì, Vicoforte, Sant'Albano Stura, Cigliè e Rocca Cigliè.
La chiesa di San Donato martire, primitiva parrocchia e pieve del terzero più popoloso di Vico, costruita sulla parte più alta di Piazza (oggi Cittadella e Caserma) fu eretta a cattedrale. La medesima bolla pontificia vi erigeva il capitolo dei canonici, che riceveva ulteriori privilegi con altre bolle di papa Eugenio IV nel 1440 e di papa Pio II nel 1461. La diocesi si estendeva a tutto il territorio dell'antica contea di Bredolo.
A causa dell'opposizione degli abitanti di alcuni centri, i confini della nuova diocesi rimasero incerti per diverso tempo. Per esempio, teoricamente anche Cuneo faceva parte della nuova diocesi, ma la sua aggregazione a Mondovì divenne definitiva soltanto nel 1438, per decreto di papa Eugenio IV. Lo stesso pontefice, con bolla del 29 novembre 1438, assegnava al vescovado di Mondovì, l'antica abbazia benedettina di San Dalmazzo, situata presso la romana Pedona.
Nel 1495, per decreto della duchessa reggente, Bianca di Savoia, il distretto di Cuneo ebbe un proprio vicario generale, dipendente dal vescovo di Mondovì. Il vescovo Gerolamo Calagrano celebrò nel 1491 il primo sinodo diocesano che apre la serie dei 28 sinodi monregalesi, che la storia ha tramandato. Tra la fine del XV secolo e il primo decennio del XVI fu ricostruita, per iniziativa di Amedeo di Romagnano, sul luogo della precedente, la cattedrale di San Donato, tra le più imponenti del Piemonte; fu consacrata da Lorenzo Fieschi nel 1514.
Nel 1515, Torino fu elevata a sede metropolitana, e il 24 maggio papa Leone X assegnò la diocesi monregalese alla provincia ecclesiastica torinese.
Nel 1522 ci fu un curioso caso di conflitto nell'elezione del vescovo; il 22 ottobre il capitolo elesse Antonio di Romagnano, ignaro che il 15 ottobre il papa aveva già eletto Lorenzo Fieschi.
In esecuzione dei decreti di riforma del concilio di Trento, il vescovo cardinale Vincenzo Lauro fondava nel 1573 il seminario diocesano. Negli stessi anni (1571-1574) il duca Emanuele Filiberto faceva abbattere, insieme con altre chiese e edifici ecclesiastici, la grande cattedrale, da poco costruita, per trasformare il colle di San Donato in cittadella fortificata; la cattedrale fu trasferita nella chiesa gotica di san Francesco dei Frati Minori, risalente al XIII secolo.
Si deve al vescovo Giannantonio Castrucci l'attuazione dei decreti tridentini con il sinodo celebrato nel 1592; fu questo vescovo ad introdurre in diocesi i Gesuiti, che aprirono un collegio per l'insegnamento della teologia dogmatica e della morale. All'epoca di Castrucci, si sviluppò il culto e la devozione alla Vergine del Pilone presso Vicoforte, e nel 1596 ebbe inizio la costruzione del santuario di Vicoforte, eretto in forme barocche con il contributo dei duchi di Savoia; il santuario divenne ben presto il centro spirituale della diocesi.
Nel 1743-1753, sotto il vescovo Carlo Felice Sammartino, la chiesa di san Francesco fu abbattuta e sostituita dall'odierna cattedrale, progettata da Francesco Gallo (1742) e portata a compimento sotto Michele Casati, che la consacrò nel 1763.
I confini della diocesi subirono alcune variazioni nel 1768 all'epoca del vescovo Michele Casati, quando, al termine ad una lunga contesa, furono incorporate le parrocchie di San Michele, Niella Tanaro, Torre, Pamparato – precedentemente soggette alla Chiesa d'Asti – e quelle di Lesegno, Mombasiglio, Viola, Cigliè e Roccacigliè, già appartenute alla diocesi di Alba.
Durante l'occupazione francese (1796-1815) la sede vescovile di Mondovì superò il pericolo di essere soppressa, come avvenne per altre nove diocesi piemontesi, e fu trasferita a Cuneo, che era stata eretta a sede provinciale. La soppressione, nel 1803, di alcune diocesi contigue determinò un aumento considerevole del territorio della diocesi di Mondovì, con l'acquisizione dell'intera diocesi di Fossano e di territori scorporati dalle soppresse diocesi di Alba e di Saluzzo.
Con le bolle del 17 luglio e 29 ottobre 1817 papa Pio VII restaurò la situazione precedente al 1803, ma con alcune innovazioni: istituì infatti la diocesi di Cuneo, ricavandone il territorio dalla diocesi di Mondovì, ed estese i confini della Chiesa monregalese a tutta la valle del Tanaro e a quella della Bormida, includendovi le parrocchie del distretto ligure di Millesimo (Vicarie di Millesimo, Calizzano e Pallare); aggregò pure a Mondovì altre parrocchie delle vicarie di Dogliani e di Murazzano, già appartenute alla diocesi di Alba.
In seguito alle soppressioni e agli incameramenti delle congregazioni religiose e dei beni ecclesiastici, attuati da Napoleone Bonaparte (1802-1806) e dal governo del Regno di Sardegna (1855), non rimase niente della celebre abbazia di San Dalmazzo e del suo patrimonio; il vescovo di Mondovì mantenne il puro titolo di "abate perpetuo di San Dalmazzo", oggi non più in uso.
Durante l'Ottocento e la prima metà del Novecento, fino al concilio Vaticano II, la storia della diocesi è segnata da lunghi episcopati, solo sei vescovi in poco meno di 160 anni, tra cui si distinsero quelli di Giovanni Tommaso Ghilardi e di Sebastiano Briacca (31 anni di episcopato ciascuno), e di Giovanni Battista Ressia (35 anni di episcopato).
Il 19 gennaio 1950 furono rivisti i confini con la vicina diocesi di Cuneo nei comuni di Montanera e di Morozzo. Il 2 febbraio 1965 Mondovì ha ceduto la parrocchia di Nasino alla diocesi di Albenga.

## Cronotassi dei vescovi
Si omettono i periodi di sede vacante non superiori ai 2 anni o non storicamente accertati.
- Damiano Zavaglia, O.P. † (26 giugno[4] 1388 - ? deceduto)
- Tommaso † (circa 1400 - circa 1403 nominato vescovo di Lipari)
- Giovanni de Soglio, O.F.M. † (3 agosto 1403 - 1413 deceduto)
- Franceschino Fauzone, O.F.M. † (6 settembre 1413 - 20 novembre 1424 deceduto)
- Giacomo de Ayresta, O.S.B. † (11 maggio 1425 - ? deceduto)[5]
- Guido de Ripa (o de Rupe), C.R.S.A. † (18 maggio 1429 - 1429 deceduto)
- Percivalle de Balma, O.S.B. † (29 luglio 1429 - 29 novembre 1438 nominato vescovo di Belley)
- Aimerico Segaudi, C.R.S.A. † (29 novembre 1438 - 12 marzo 1470 deceduto)
  - Jean di Michaëlis (14 aprile 1466 - 3 giugno 1466 nominato vescovo di Losanna) (vescovo eletto)
- Antonio Fieschi † (17 aprile 1470 - 5 novembre 1484 deceduto)
- Antonio Campione (Antoine Champion) † (26 novembre 1484 - 5 novembre 1490 nominato vescovo di Ginevra)
- Gerolamo Calagrano † (5 novembre 1490 - 31 agosto 1497 deceduto)
- Amedeo di Romagnano † (13 settembre 1497 - 17 marzo 1509 deceduto)
- Carlo Roero † (28 marzo 1509 - agosto 1512 deceduto)
- Lorenzo Fieschi † (15 ottobre 1512 - 13 febbraio 1519 deceduto)
- Ottobono Fieschi † (7 febbraio 1519 - novembre 1522 deceduto)
  - Urbano di Miolans † (19 gennaio 1523 - circa maggio 1523 deceduto) (vescovo eletto)[6]
- Carlo de Camera † (15 maggio 1523 - dopo il 29 maggio 1550[7] deceduto)
- Bartolomeo Pipero † (6 aprile 1551 - 17 giugno 1559 deceduto)
- Antonio Michele Ghislieri, O.P. † (27 marzo 1560 - 7 gennaio 1566 eletto papa con il nome di Pio V)
- Vincenzo Laureo † (30 gennaio 1566 - 26 ottobre 1587 dimesso)
- Felice Bertodano † (26 ottobre 1587 - prima del 28 dicembre 1587 deceduto)[8]
- Giannantonio Castruccio † (22 gennaio 1590 - 24 marzo 1602 deceduto)
- Carlo Argentero † (13 agosto 1603 - 22 marzo 1630 deceduto)
- Carlo Antonio Ripa † (19 gennaio 1632 - 20 settembre 1641 deceduto)
- Maurizio Solaro † (16 giugno 1642 - 25 dicembre 1655 deceduto)
- Michele Beggiamo † (29 maggio 1656 - 21 agosto 1662 nominato arcivescovo di Torino)
- Giacinto Solaro di Moretta † (23 aprile 1663 - 27 ottobre 1667 dimesso)
- Domenico Truchi † (12 dicembre 1667 - 29 luglio 1697 dimesso)
- Giambattista Isnardi di Castello † (26 agosto 1697 - agosto 1732 deceduto)
  - Sede vacante (1732-1741)
- Carlo Felice Sammartino † (17 aprile 1741 - 27 agosto 1753 deceduto)
- Michele Casati † (1º aprile 1754 - 7 febbraio 1782 deceduto)
- Giuseppe Antonio Maria Corte † (18 luglio 1783 - 25 dicembre 1800 deceduto)
  - Sede vacante (1800-1805)
- Giovanni Battista Pio Vitale † (1º febbraio 1805 - 11 maggio 1821 deceduto)
  - Sede vacante (1821-1824)
- Francesco Gaetano Bullione di Monale † (12 luglio 1824 - 10 febbraio 1842 deceduto)
- Giovanni Tommaso Ghilardi, O.P. † (23 maggio 1842 - 6 giugno 1873 deceduto)
- Placido Pozzi † (25 luglio 1873 - 17 gennaio 1897 deceduto)
- Giovanni Battista Ressia † (19 aprile 1897 - 4 luglio 1932 dimesso[9][10])
- Sebastiano Briacca † (5 ottobre 1932 - 13 ottobre 1963 deceduto)
- Carlo Maccari † (31 ottobre 1963 - 5 agosto 1968 nominato arcivescovo di Ancona e Numana)
- Francesco Brustia † (15 gennaio 1970 - 17 giugno 1975 deceduto)
- Massimo Giustetti † (17 dicembre 1975 - 3 dicembre 1986 nominato vescovo di Biella)
- Enrico Masseroni † (3 ottobre 1987 - 10 febbraio 1996 nominato arcivescovo di Vercelli)
- Luciano Pacomio (3 dicembre 1996 - 29 settembre 2017 ritirato)
- Egidio Miragoli, dal 29 settembre 2017

## Statistiche
La diocesi nel 2023 su una popolazione di 124.500 persone contava 113.500 battezzati, corrispondenti al 91,2% del totale.
| anno | popolazione | popolazione | popolazione | presbiteri | presbiteri | presbiteri | presbiteri                | diaconi | religiosi | religiosi | parrocchie |
| anno | battezzati  | totale      | %           | numero     | secolari   | regolari   | battezzati per presbitero | diaconi | uomini    | donne     | parrocchie |
| ---- | ----------- | ----------- | ----------- | ---------- | ---------- | ---------- | ------------------------- | ------- | --------- | --------- | ---------- |
| 1950 | 163.898     | 163.981     | 99,9        | 474        | 436        | 38         | 345                       |         | 58        | 815       | 191        |
| 1970 | 132.450     | 132.500     | 100,0       | 365        | 310        | 55         | 362                       |         | 111       | 470       | 190        |
| 1980 | 139.500     | 140.500     | 99,3        | 285        | 270        | 15         | 489                       |         | 22        | 215       | 190        |
| 1990 | 120.000     | 120.500     | 99,6        | 226        | 211        | 15         | 530                       |         | 21        | 304       | 192        |
| 1999 | 117.500     | 118.000     | 99,6        | 192        | 177        | 15         | 611                       |         | 23        | 288       | 192        |
| 2000 | 117.500     | 118.000     | 99,6        | 186        | 173        | 13         | 631                       |         | 21        | 272       | 192        |
| 2001 | 117.500     | 118.000     | 99,6        | 178        | 166        | 12         | 660                       |         | 20        | 262       | 192        |
| 2002 | 117.500     | 118.000     | 99,6        | 176        | 159        | 17         | 667                       | 5       | 25        | 267       | 192        |
| 2003 | 117.200     | 118.000     | 99,3        | 170        | 151        | 19         | 689                       | 5       | 27        | 258       | 192        |
| 2004 | 116.000     | 119.000     | 97,5        | 163        | 145        | 18         | 711                       | 11      | 26        | 251       | 192        |
| 2013 | 115.000     | 127.800     | 90,0        | 124        | 117        | 7          | 927                       | 17      | 15        | 164       | 192        |
| 2016 | 115.000     | 126.233     | 91,1        | 121        | 112        | 9          | 950                       | 22      | 19        | 140       | 192        |
| 2019 | 114.000     | 125.000     | 91,2        | 108        | 97         | 11         | 1.055                     | 23      | 19        | 133       | 168        |
| 2021 | 112.640     | 123.510     | 91,2        | 91         | 81         | 10         | 1.237                     | 22      | 18        | 121       | 168        |
| 2023 | 113.500     | 124.500     | 91,2        | 84         | 73         | 11         | 1.351                     | 23      | 18        | 118       | 168        |